# شعير بوغداني
شعير بوغداني (الاسم العلمي:Hordeum bogdanii) هي نوع نباتي يتبع جنس الشعير من الفصيلة النجيلية.  